# Акабуси, Крисс
Крис Акабуси (англ. Kriss Akabusi; род. 28 ноября 1958) — британский легкоатлет, олимпийский медалист.

## Биография
Родившись в Паддингтоне в семье нигерийцев, которые учились в Лондоне, Акабуси позже воспитывался в приемной семье вместе со своим братом Рибой, после того как их родители вернулись в свою страну, когда ему было четыре года. Из-за начала Гражданской войны в Нигерии в 1967 году Акабуси не смог поддерживать связь со своими родителями, хотя позже он воссоединился со своей матерью в подростковом возрасте. Она была полна решимости, чтобы её сын поселился в Нигерии, но в то время как Акабуси стремился наверстать упущенное время с остальной частью своей семьи, он остался в Соединенном Королевстве в конце концов он посетил африканскую нацию, когда ему был двадцать один год.